# Лемниската Бернулли

Лемниската Бернулли с фокальными точками, построенная через параметрическое представление в GNU Octave

Лемниска́та Берну́лли — плоская алгебраическая кривая. Определяется как геометрическое место точек, произведение расстояний от которых до двух заданных точек (фокусов) постоянно и равно квадрату половины расстояния между фокусами.
Лемниската по форме напоминает арабскую цифру «восемь» или символ бесконечности. Точка, в которой лемниската пересекает саму себя, называется узловой, или двойной.

## История
Название происходит от др.-греч. λημνίσκος — лента, повязка. В Древней Греции «лемнискатой» называли бантик, с помощью которого прикрепляли венок к голове победителя на спортивных играх. Данный вид лемнискаты назван в честь швейцарского математика Якоба Бернулли, положившего начало её изучению.
Уравнение лемнискаты впервые опубликовано в статье Curvatura Laminae Elasticae Якоба Бернулли в журнале Acta eruditorum в 1694 году. Бернулли назвал эту кривую lemniscus; он не знал, что четырнадцатью годами ранее Джованни Кассини уже исследовал более общий случай. Квадратуру лемнискаты впервые выполнил Джюлио-Карло Фаньяно, опубликовав в 1718 году статью Metodo per misurare la lemniscata и положив тем самым начало изучению эллиптических интегралов, продолженное впоследствии Леонардом Эйлером. Некоторые свойства кривой были также исследованы Якобом Штейнером в 1835 году.

## Уравнения
Рассмотрим простейший случай: если расстояние между фокусами равняется {\displaystyle 2c}, расположены они на оси {\displaystyle OX}, и начало координат делит отрезок между ними пополам, то следующие уравнения задают лемнискату:
- параметрическое в прямоугольных координатах:
{\displaystyle x={\frac {c{\sqrt {2}}\cos(t)}{1+\sin ^{2}(t)}};\qquad y={\frac {c{\sqrt {2}}\sin(t)\cos(t)}{1+\sin ^{2}(t)}};}
- в прямоугольных координатах:

{\displaystyle \textstyle (x^{2}+y^{2})^{2}=2c^{2}(x^{2}-y^{2});}
- в подерных координатах[3]:

{\displaystyle pa^{2}=r^{3}.}
Фокусы лемнискаты — {\displaystyle F_{1}(-c;0)} и {\displaystyle F_{2}(c;0)}. Возьмём произвольную точку {\displaystyle M(x;y)}. Произведение расстояний от фокусов до точки {\displaystyle M} есть 
{\displaystyle {\sqrt {(x+c)^{2}+y^{2}}}\cdot {\sqrt {(x-c)^{2}+y^{2}}}},
и по определению оно равно {\displaystyle c^{2}}:
{\displaystyle {\sqrt {(x+c)^{2}+y^{2}}}\cdot {\sqrt {(x-c)^{2}+y^{2}}}=c^{2}}
Возводим в квадрат обе части равенства:
{\displaystyle \textstyle {\Big (}(x+c)^{2}+y^{2}{\Big )}\cdot {\Big (}(x-c)^{2}+y^{2}{\Big )}=c^{4}}
Раскрываем скобки в левой части:
{\displaystyle \textstyle (x^{2}-c^{2})^{2}+y^{4}+2y^{2}(x^{2}+c^{2})=c^{4}}
Раскрываем скобки и свёртываем новый квадрат суммы:
{\displaystyle \textstyle (x^{2}+y^{2})^{2}-2x^{2}c^{2}+2y^{2}c^{2}=0}
Выносим общий множитель и переносим:
{\displaystyle \textstyle (x^{2}+y^{2})^{2}=2c^{2}(x^{2}-y^{2})}
Далее можно сделать замену {\displaystyle a^{2}=2c^{2}}, хотя это не обязательно:
{\displaystyle \textstyle (x^{2}+y^{2})^{2}=a^{2}(x^{2}-y^{2})}
В данном случае {\displaystyle a} — радиус окружности, описывающей лемнискату.
Проведя несложные преобразования, можно получить явное уравнение:
{\displaystyle \textstyle y=\pm {\sqrt {{\sqrt {c^{4}+4x^{2}c^{2}}}-x^{2}-c^{2}}}}
{\displaystyle \textstyle (x^{2}+y^{2})^{2}=2c^{2}(x^{2}-y^{2})}
Возводим в квадрат и раскрываем скобки:
{\displaystyle \textstyle x^{4}+2x^{2}y^{2}+y^{4}=2c^{2}x^{2}-2c^{2}y^{2}}
Приводим к виду
{\displaystyle \textstyle y^{4}+2y^{2}(x^{2}+c^{2})+x^{4}-2c^{2}x^{2}=0}
Это квадратное уравнение относительно {\displaystyle y^{2}}. Решив его, получим 
{\displaystyle \textstyle y^{2}=-(x^{2}+c^{2})\pm {\sqrt {c^{4}+4x^{2}c^{2}}}}
Взяв корень и отбросив вариант с отрицательным вторым слагаемым, получим:
{\displaystyle \textstyle y=\pm {\sqrt {{\sqrt {c^{4}+4x^{2}c^{2}}}-x^{2}-c^{2}}}}
где положительный вариант определяет верхнюю половину лемнискаты, отрицательный — нижнюю.
- в полярных координатах:

{\displaystyle \textstyle \rho ^{2}=2c^{2}\cos 2\varphi .}
{\displaystyle \textstyle (x^{2}+y^{2})^{2}=2c^{2}(x^{2}-y^{2})}
Используя формулы перехода к полярной системе координат {\displaystyle x=\rho \cos \varphi ,\,y=\rho \sin \varphi ,} получим:
{\displaystyle {\Big (}\rho ^{2}\cos ^{2}\varphi +\rho ^{2}\sin ^{2}\varphi {\Big )}^{2}=2c^{2}{\Big (}\rho ^{2}\cos ^{2}\varphi -\rho ^{2}\sin ^{2}\varphi {\Big )}}
Выносим общие множители и используем тригонометрическое тождество {\displaystyle \sin ^{2}\alpha +\cos ^{2}\alpha =1}:
{\displaystyle \textstyle \rho ^{4}=2c^{2}\rho ^{2}(\cos ^{2}\varphi -\sin ^{2}\varphi )}
Делим на {\displaystyle \rho ^{2}}, предполагая, что {\displaystyle \rho \neq 0} и используем ещё одно тождество: {\displaystyle \cos ^{2}\alpha -\sin ^{2}\alpha =cos2\alpha }:
{\displaystyle \textstyle \rho ^{2}=2c^{2}\cos 2\varphi }
Как и в случае прямоугольной системы можно заменить {\displaystyle a^{2}=2c^{2}}:
{\displaystyle \textstyle \rho ^{2}=a^{2}\cos 2\varphi }

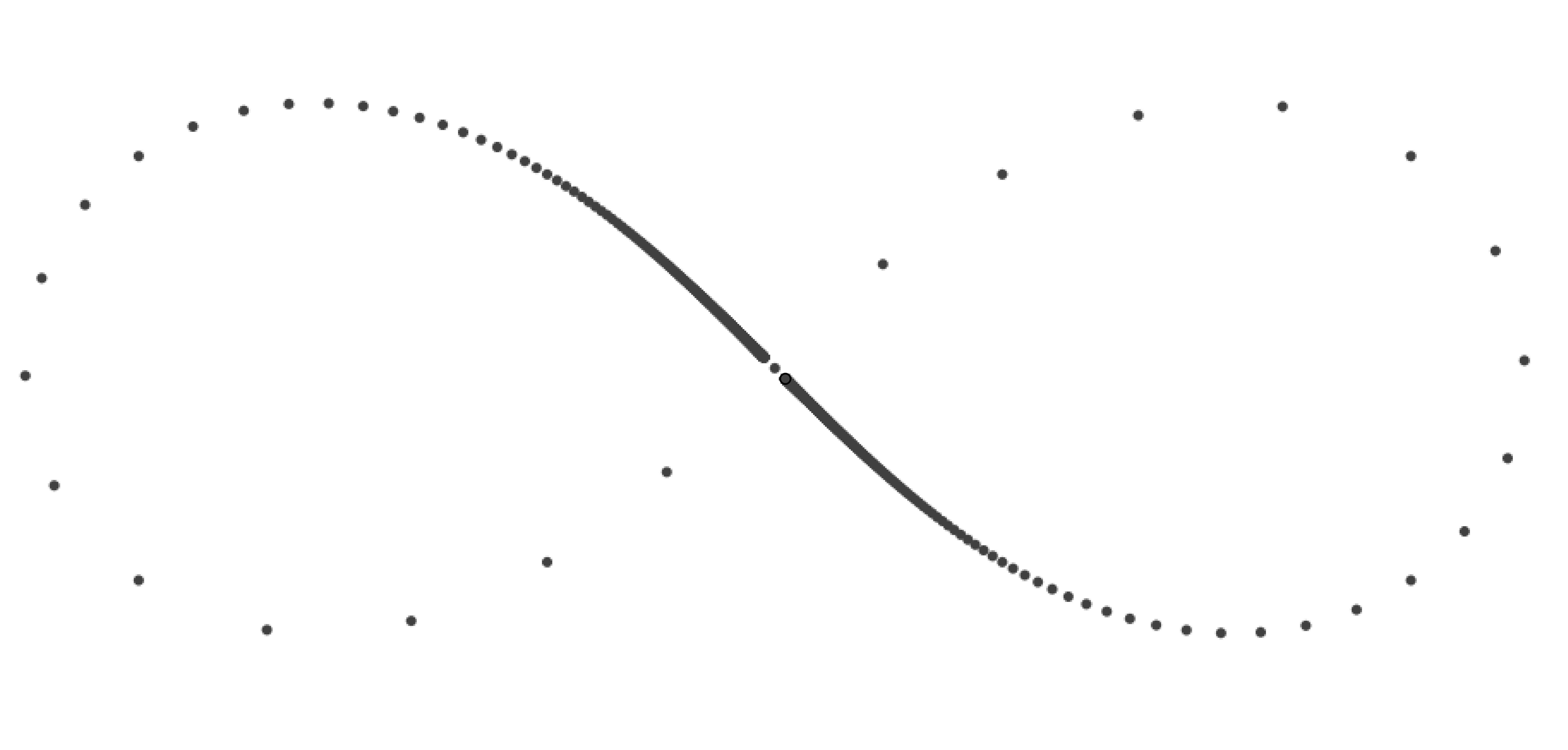
Плотность точек кривой при равномерном изменении параметра

- Параметрическое уравнение в прямоугольной системе:

{\displaystyle {\begin{cases}x=c{\sqrt {2}}{\frac {p+p^{3}}{1+p^{4}}}\\y=c{\sqrt {2}}{\frac {p-p^{3}}{1+p^{4}}}\end{cases}}}, где {\displaystyle p^{2}=\operatorname {tg} {\Big (}{\frac {\pi }{4}}-\varphi {\Big )}}
Это единственный вариант рациональной параметризации кривой. Уравнение полностью описывает кривую, когда параметр пробегает всю вещественную прямую: от {\displaystyle -\infty } до {\displaystyle +\infty }. При этом, когда параметр стремится к {\displaystyle -\infty }, точка кривой стремится к {\displaystyle (0;0)} из второй координатной четверти, а когда параметр стремится к {\displaystyle +\infty }, то — из четвёртой. Распределение точек, которые даёт параметрическое уравнение, при изменении его параметра с фиксированным шагом показано на рисунке.
Уравнение лемнискаты в полярной системе
{\displaystyle \textstyle \rho ^{2}=2c^{2}\cos 2\varphi }
подставим в формулы перехода к полярной системе координат {\displaystyle x=\rho \cos \varphi ,\,y=\rho \sin \varphi ,} возведённые в квадрат:
{\displaystyle \textstyle {\begin{cases}x^{2}=2c^{2}\cos 2\varphi \cos ^{2}\varphi \\y^{2}=2c^{2}\cos 2\varphi \sin ^{2}\varphi \end{cases}}}

Используем тригонометрические формулы {\displaystyle \textstyle \cos 2\alpha ={\dfrac {1-\operatorname {tg} ^{2}\alpha }{1+\operatorname {tg} ^{2}\alpha }},\textstyle \cos ^{2}\alpha ={\dfrac {1}{1+\operatorname {tg} ^{2}\alpha }}} и {\displaystyle \textstyle \sin ^{2}\alpha ={\dfrac {\operatorname {tg} ^{2}\alpha }{1+\operatorname {tg} ^{2}\alpha }}}:
{\displaystyle \textstyle {\begin{cases}x^{2}=2c^{2}{\dfrac {1-\operatorname {tg} ^{2}\varphi }{\left(1+\operatorname {tg} ^{2}\varphi \right)^{2}}}\\y^{2}=2c^{2}{\dfrac {\operatorname {tg} ^{2}\varphi \left(1-\operatorname {tg} ^{2}\varphi \right)}{\left(1+\operatorname {tg} ^{2}\varphi \right)^{2}}}\end{cases}}}
Используем ещё одно легко выводимое тригонометрическое соотношение {\displaystyle \operatorname {tg} \alpha ={\dfrac {1-\operatorname {tg} \left({\frac {\pi }{4}}-\alpha \right)}{1+\operatorname {tg} \left({\frac {\pi }{4}}-\alpha \right)}}}:
{\displaystyle \textstyle {\begin{cases}x^{2}=2c^{2}{\dfrac {1-\left({\dfrac {1-\operatorname {tg} \left({\frac {\pi }{4}}-\varphi \right)}{1+\operatorname {tg} \left({\frac {\pi }{4}}-\varphi \right)}}\right)^{2}}{\left(1+\left({\dfrac {1-\operatorname {tg} \left({\frac {\pi }{4}}-\varphi \right)}{1+\operatorname {tg} \left({\frac {\pi }{4}}-\varphi \right)}}\right)^{2}\right)^{2}}}\\y^{2}=2c^{2}{\dfrac {\left({\dfrac {1-\operatorname {tg} \left({\frac {\pi }{4}}-\varphi \right)}{1+\operatorname {tg} \left({\frac {\pi }{4}}-\varphi \right)}}\right)^{2}\left(1-\left({\dfrac {1-\operatorname {tg} \left({\frac {\pi }{4}}-\varphi \right)}{1+\operatorname {tg} \left({\frac {\pi }{4}}-\varphi \right)}}\right)^{2}\right)}{\left(1+\left({\dfrac {1-\operatorname {tg} \left({\frac {\pi }{4}}-\varphi \right)}{1+\operatorname {tg} \left({\frac {\pi }{4}}-\varphi \right)}}\right)^{2}\right)^{2}}}\end{cases}}}
Выполнив необходимые преобразования, получаем:
{\displaystyle \textstyle {\begin{cases}x^{2}=2c^{2}{\dfrac {\operatorname {tg} \left({\frac {\pi }{4}}-\varphi \right)\left(1+\operatorname {tg} \left({\frac {\pi }{4}}-\varphi \right)\right)^{2}}{\left(1+\operatorname {tg} ^{2}\left({\frac {\pi }{4}}-\varphi \right)\right)^{2}}}\\y^{2}=2c^{2}{\dfrac {\operatorname {tg} \left({\frac {\pi }{4}}-\varphi \right)\left(1-\operatorname {tg} \left({\frac {\pi }{4}}-\varphi \right)\right)^{2}}{\left(1+\operatorname {tg} ^{2}\left({\frac {\pi }{4}}-\varphi \right)\right)^{2}}}\end{cases}}}
Извлекаем корень из обеих частей обоих равенств:
{\displaystyle \textstyle {\begin{cases}x=c{\sqrt {2}}{\dfrac {\left(1+\operatorname {tg} \left({\frac {\pi }{4}}-\varphi \right)\right){\sqrt {\operatorname {tg} \left({\frac {\pi }{4}}-\varphi \right)}}}{1+\operatorname {tg} ^{2}\left({\frac {\pi }{4}}-\varphi \right)}}\\y=c{\sqrt {2}}{\dfrac {\left(1-\operatorname {tg} \left({\frac {\pi }{4}}-\varphi \right)\right){\sqrt {\operatorname {tg} \left({\frac {\pi }{4}}-\varphi \right)}}}{1+\operatorname {tg} ^{2}\left({\frac {\pi }{4}}-\varphi \right)}}\end{cases}}}
Если произвести замену {\displaystyle \textstyle \operatorname {tg} \left({\frac {\pi }{4}}-\varphi \right)=p^{2}}, то получаем искомые параметрические уравнения:
{\displaystyle \textstyle {\begin{cases}x=c{\sqrt {2}}{\frac {p+p^{3}}{1+p^{4}}}\\y=c{\sqrt {2}}{\frac {p-p^{3}}{1+p^{4}}}\end{cases}}}
- Чтобы задать лемнискату по двум произвольным точкам, можно не выводить уравнение заново, а определить преобразование координат, при котором старый (данный) фокусный отрезок переходит в новый, и воздействовать на представленные уравнения этим преобразованием.

Пусть, например, {\displaystyle F_{1}(-1;2),\,F_{2}(2;-2)} — фокусы.
Существует прямоугольная система координат (на рисунке — {\displaystyle \textstyle x''Oy''}), в которой уравнение лемнискаты имеет вид 
{\displaystyle \textstyle {\Big (}(x'')^{2}+(y'')^{2}{\Big )}^{2}-2c^{2}{\Big (}(x'')^{2}-(y'')^{2}{\Big )}=0}
Необходимо определить преобразование системы координат, переводящее {\displaystyle \textstyle xOy} в {\displaystyle \textstyle x''Oy''}. Это преобразование осуществляется в два этапа: параллельный перенос и поворот.
Середина отрезка {\displaystyle F_{1}F_{2}} — {\displaystyle \textstyle F\left({\frac {1}{2}};0\right)}, значит перенос только на {\displaystyle \textstyle +{\frac {1}{2}}} по оси {\displaystyle OX}:
{\displaystyle {\begin{cases}x'=x-x_{0}\\y'=y-y_{0}\end{cases}}={\begin{cases}x'=x-{\frac {1}{2}}\\y'=y\end{cases}}}
После переноса системы координат её надо повернуть на некоторый угол. Для определения угла сначала найдём расстояние между фокусами:
{\displaystyle 2c=|F_{1}F_{2}|={\sqrt {(2+1)^{2}+(-2-2)^{2}}}=5}
значит {\displaystyle c={\frac {5}{2}},\,2c^{2}={\frac {25}{2}}}.
Теперь из геометрических соображений находим синус и косинус угла наклона {\displaystyle F_{1}F_{2}} к {\displaystyle OX}:
{\displaystyle \sin \alpha ={\frac {-2-2}{5}}=-{\frac {4}{5}},\,\,(\alpha \approx -53^{\circ })}
{\displaystyle \cos \alpha ={\frac {2-(-1)}{5}}={\frac {3}{5}}}
Формулы преобразования:
{\displaystyle {\begin{cases}x''=x'\cos \alpha +y'\sin \alpha \\y''=-x'\sin \alpha +y'\cos \alpha \end{cases}}={\begin{cases}x''={\frac {3}{5}}x'-{\frac {4}{5}}y'\\y''={\frac {4}{5}}x'+{\frac {3}{5}}y'\end{cases}}}
Совместив оба преобразования, получим конечные формулы перехода:
{\displaystyle {\begin{cases}x''={\frac {3}{5}}(x-{\frac {1}{2}})-{\frac {4}{5}}y\\y''={\frac {4}{5}}(x-{\frac {1}{2}})+{\frac {3}{5}}y\end{cases}}}
Для того, чтобы получить уравнение в стандартной системе координат, подставим эти соотношения в исходное уравнение кривой:
{\displaystyle \textstyle {\bigg (}{\Big (}{\frac {3}{5}}(x-{\frac {1}{2}})-{\frac {4}{5}}y{\Big )}^{2}+{\Big (}{\frac {4}{5}}(x-{\frac {1}{2}})+{\frac {3}{5}}y{\Big )}^{2}{\bigg )}^{2}-2c^{2}{\bigg (}{\Big (}{\frac {3}{5}}(x-{\frac {1}{2}})-{\frac {4}{5}}y{\Big )}^{2}-{\Big (}{\frac {4}{5}}(x-{\frac {1}{2}})+{\frac {3}{5}}y{\Big )}^{2}{\bigg )}=0}
После преобразований:
{\displaystyle x^{4}+y^{4}+24xy-2xy^{2}+2x^{2}y^{2}-2x^{3}+5x^{2}-4x-3y^{2}-12y+{\frac {15}{16}}=0}
Это уравнение задаёт лемнискату с фокусами {\displaystyle F_{1}(-1;2),\,F_{2}(2;-2)} в стандартной прямоугольной системе координат.

## Свойства

Некоторые свойства лемнискаты:
1. Симметрия относительно узловой точки;
2. Касательные в узловой точке имеют углы ;
3. Для любой точки лемнискаты выполняется:, где — биссектриса ;
4. для любой точки кривой;

Лемниската Бернулли является частным случаем овала Кассини при {\displaystyle a=c}, синусоидальной спирали с индексом {\displaystyle n=2} и лемнискаты Бута при {\displaystyle c=0}, поэтому она наследует некоторые свойства этих кривых.

### Свойства, верные для произвольных овалов Кассини
- Лемниската — кривая четвёртого порядка.
- Она симметрична относительно двойной точки — середины отрезка между фокусами.
- Кривая имеет 2 максимума и 2 минимума. Их координаты:
{\displaystyle {\begin{cases}x=\pm {\frac {\sqrt {3}}{2}}c\\y=\pm {\frac {c}{2}}\end{cases}}}
- Расстояние от максимума до минимума, находящихся по одну сторону от серединного перпендикуляра отрезка между фокусами равно расстоянию от максимума (или от минимума) до двойной точки.
- Лемнискату описывает окружность радиуса {\displaystyle a=c{\sqrt {2}}}, поэтому иногда в уравнениях производят эту замену.

### Свойства, верные для произвольных синусоидальных спиралей
- Касательные в двойной точке составляют с отрезком {\displaystyle F_{1}F_{2}} углы {\displaystyle \textstyle \pm {\frac {\pi }{4}}}.
- Угол {\displaystyle \mu }, составляемый касательной в произвольной точке кривой с радиус-вектором точки касания равен {\displaystyle \textstyle 2\varphi +{\frac {\pi }{2}}}.
- Касательные в точках пересечения кривой и хорды, проходящей через двойную точку, параллельны друг другу.
- Инверсия относительно окружности с центром в двойной точке, переводит лемнискату Бернулли в равнобочную гиперболу.
- Радиус кривизны лемнискаты есть {\displaystyle \textstyle R={\frac {2c^{2}}{3\rho }}}

| Вывод |
| --- |
| Есть частный случай формулы радиуса кривизны синусоидальной спирали: {\displaystyle R={\frac {\rho }{(m+1)\cos m\varphi }}} при {\displaystyle m=2,} однако, легко вывести и по определению. Уравнение лемнискаты в полярной системе: {\displaystyle \rho ^{2}=2c^{2}\cos {2\varphi }} Формулы перехода к полярной системе координат: {\displaystyle {\begin{cases}x=\rho \cos {\varphi }\\y=\rho \sin {\varphi }\end{cases}}} Выражаем {\displaystyle \textstyle \rho }: {\displaystyle {\begin{cases}\rho ={\frac {x}{\cos {\varphi }}}\\\rho ={\frac {y}{\sin {\varphi }}}\end{cases}}} Подставляем в уравнение лемнискаты и выражаем {\displaystyle x} и {\displaystyle y}: {\displaystyle {\begin{cases}{\frac {x^{2}}{cos^{2}{\varphi }}}=2c^{2}\cos {2\varphi }\\{\frac {y^{2}}{sin^{2}{\varphi }}}=2c^{2}\cos {2\varphi }\end{cases}}={\begin{cases}x=c{\sqrt {2}}\cos {\varphi }{\sqrt {\cos {2\varphi }}}\\y=c{\sqrt {2}}\sin {\varphi }{\sqrt {\cos {2\varphi }}}\end{cases}}} —- это параметрическое уравнение относительно {\displaystyle \varphi }. Проведя некоторые тригонометрические преобразования, можно получить уравнение относительно {\displaystyle \textstyle p}, указанное выше в разделе Уравнения. Формула радиуса кривизны кривой, заданной параметрически: {\displaystyle R={\frac {{\Big (}(x')^{2}+(y')^{2}{\Big )}^{3/2}}{\|x'y''-x''y'\|}}} Находим производные по {\displaystyle \varphi }: {\displaystyle x'=c{\sqrt {2}}\left(-\sin {\varphi }{\sqrt {\cos {2\varphi }}}-\cos {\varphi }{\frac {\sin {2\varphi }}{\sqrt {\cos {2\varphi }}}}\right)=-c{\sqrt {2}}{\frac {\sin {3\varphi }}{\sqrt {\cos {2\varphi }}}}} {\displaystyle x''=-c{\sqrt {2}}{\frac {3\cos {3\varphi }{\sqrt {\cos {2\varphi }}}+{\frac {\sin {2\varphi }}{\sqrt {\cos {2\varphi }}}}\sin {3\varphi }}{\cos {2\varphi }}}=\ldots =-c{\sqrt {2}}{\frac {2\cos {\varphi }+\cos {5\varphi }}{(\cos {2\varphi })^{3/2}}}} {\displaystyle y'=c{\sqrt {2}}\left(-\cos {\varphi }{\sqrt {\cos {2\varphi }}}-\sin {\varphi }{\frac {\sin {2\varphi }}{\sqrt {\cos {2\varphi }}}}\right)=c{\sqrt {2}}{\frac {\cos {3\varphi }}{\sqrt {\cos {2\varphi }}}}} {\displaystyle y''=c{\sqrt {2}}{\frac {-3\sin {3\varphi }{\sqrt {\cos {2\varphi }}}+{\frac {\sin {2\varphi }}{\sqrt {\cos {2\varphi }}}}\cos {3\varphi }}{\cos {2\varphi }}}=\ldots =-c{\sqrt {2}}{\frac {2\sin {\varphi }+\sin {5\varphi }}{(\cos {2\varphi })^{3/2}}}} Подставляем в формулу радиуса: {\displaystyle R=\ldots ={\frac {\left({\frac {2c^{2}}{cos{2\varphi }}}\right)^{3/2}}{\frac {6c^{2}}{\cos {2\varphi }}}}={\frac {c{\sqrt {2}}}{3{\sqrt {\cos {2\varphi }}}}}} Возвращаемся к уравнению лемнискаты: {\displaystyle \rho ^{2}=2c^{2}\cos {2\varphi }\,\,\Rightarrow \,\,{\sqrt {\cos {2\varphi }}}={\frac {\rho }{c{\sqrt {2}}}}} Подставляем это выражение в полученную формулу радиуса и получаем: {\displaystyle R={\frac {2c^{2}}{3\rho }}} |

- Натуральное уравнение кривой имеет вид
{\displaystyle S=3\int {\frac {\mathrm {d} R}{\sqrt {\left({\frac {3}{c}}R\right)^{4}-1}}}}
- Подерой лемнискаты является синусоидальная спираль
{\displaystyle \textstyle \rho ^{\frac {2}{3}}=(c{\sqrt {2}})^{\frac {2}{3}}\cos {\frac {2}{3}}\varphi .}
- Лемниската сама является подерой равносторонней гиперболы.

### Собственные свойства

Таутохронность лемнискаты

- Кривая является геометрическим местом точек, симметричных центру равносторонней гиперболы относительно её касательных.
- Отрезок биссектрисы угла между фокальными радиусами-векторами точки лемнискаты равен отрезку от центра лемнискаты до пересечения её оси с этой биссектрисой.
- Материальная точка, движущаяся по лемнискате под действием однородного гравитационного поля, пробегает дугу за то же время, что и соответствующую хорду (см. рисунок). Предполагается, что ось лемнискаты составляет угол {\displaystyle 45^{\circ }} с вектором напряжённости поля, а центр лемнискаты совпадает с исходным положением движущейся точки.
- Площадь полярного сектора {\displaystyle \varphi \in [0,\alpha ]}, при {\displaystyle \textstyle 0\leqslant \alpha \leqslant {\frac {\pi }{4}}}:
{\displaystyle \textstyle S(\alpha )={\frac {c^{2}}{2}}\sin 2\alpha }
  - В частности, площадь каждой петли {\displaystyle \textstyle 2S\left({\frac {\pi }{4}}\right)=c^{2}}, то есть площадь, ограниченная кривой, равна площади квадрата с диагональю {\displaystyle c{\sqrt {2}}}.
- Перпендикуляр, опущенный из фокуса лемнискаты на радиус-вектор какой-либо её точки, делит площадь соответствующего сектора пополам.
- Длина дуги лемнискаты между точками {\displaystyle \varphi _{1}=0} и {\displaystyle \varphi _{2}=\varphi } выражается эллиптическим интегралом I рода:
{\displaystyle \displaystyle \textstyle L(\varphi )=c\int \limits _{0}^{\varphi }{\frac {\mathrm {d} \varphi }{\sqrt {1-2\sin ^{2}\varphi }}}={\frac {c}{\sqrt {2}}}\int \limits _{0}^{\theta }{\frac {\mathrm {d} \theta }{\sqrt {1-{\frac {1}{2}}\sin ^{2}\theta }}}={\frac {c}{\sqrt {2}}}F\left(\theta ,{\frac {1}{\sqrt {2}}}\right),} где {\displaystyle 2\sin ^{2}\varphi =\sin ^{2}\theta .}
  - В частности, длина всей лемнискаты
{\displaystyle \textstyle 4L\left({\frac {\pi }{4}}\right)=2c{\sqrt {2}}\,K\left({\frac {1}{\sqrt {2}}}\right)\approx 5{,}244a\approx 7{,}416c.}

## Построения

### При помощи секущих (способМаклорена)
Строится окружность радиуса {\displaystyle \textstyle {\frac {c}{\sqrt {2}}}} с центром в одном из фокусов. Из середины {\displaystyle O} фокусного отрезка строится произвольная секущая {\displaystyle OPS} ({\displaystyle P} и {\displaystyle S} — точки пересечения с окружностью), и на ней в обе стороны откладываются отрезки {\displaystyle OM_{1}} и {\displaystyle OM_{2}}, равные хорде {\displaystyle PS}. Точки {\displaystyle M_{1}}, {\displaystyle M_{2}} лежат на разных петлях лемнискаты.

### Шарнирныеметоды

#### Вариант первый
На плоскости выбираются две точки — {\displaystyle A} и {\displaystyle B} — будущие фокусы лемнискаты.
Собирается специальная конструкция из трёх скреплённых в ряд на шарнирах отрезков, чтобы полученная линия могла свободно изгибаться в двух местах (точки сгиба — {\displaystyle C} и {\displaystyle D}). При этом необходимо соблюсти пропорции отрезков: {\displaystyle \textstyle AC=BD={\frac {AB}{\sqrt {2}}},\;CD=AB}.
Края линии крепятся к фокусам.
При непараллельном вращении отрезков вокруг фокусов середина центрального отрезка опишет лемнискату Бернулли.

#### Вариант второй
В этом варианте лемниската строится по фокусу и двойной точке — {\displaystyle A} и {\displaystyle O} соответственно. Собирается почти такая же шарнирная конструкция как и в предыдущем варианте, но прикреплённый к двойной точке отрезок {\displaystyle OC} соединяется не с концом центрального {\displaystyle BD}, а с его серединой. Пропорции также другие: {\displaystyle \textstyle BC=CD=OC={\frac {AO}{\sqrt {2}}},\;AB=AO}.

Построение лемнискаты при помощи секущих
Шарнирный метод
Механизм Ватта (анимация)
Другой вариант шарнирного метода

### При помощи сплайнаNURBS

Пример построения лемнискаты Бернулли с помощью сплайна NURBS.
Синяя линия — контрольная ломаная сплайна. Зелёные кружки — контрольные точки сплайна. Размер кружков пропорционален весу контрольной точки. Зелёные числа рядом с контрольными точками — порядковые номера точек в контрольной ломаной.

Лемнискату Бернулли можно построить посредством сплайнов NURBS разными способами. Один из возможных способов представлен на рисунке. Параметры контрольных точек сплайна приведены в таблице:
| №  | {\displaystyle {\frac {x{\sqrt {2}}}{c}}} | {\displaystyle {\frac {y{\sqrt {2}}}{c}}} | {\displaystyle weight} |
| -- | ----------------------------------------- | ----------------------------------------- | ---------------------- |
| 1  | 2                                         | 0                                         | 2                      |
| 2  | 2                                         | 1                                         | 1                      |
| 3  | 0                                         | 1                                         | 1                      |
| 4  | 0                                         | −1                                        | 1                      |
| 5  | −2                                        | −1                                        | 1                      |
| 6  | −2                                        | 0                                         | 2                      |
| 7  | −2                                        | 1                                         | 1                      |
| 8  | 0                                         | 1                                         | 1                      |
| 9  | 0                                         | −1                                        | 1                      |
| 10 | 2                                         | −1                                        | 1                      |
| 11 | 2                                         | 0                                         | 2                      |

Узловой вектор {−1, −1, −1, −1, −1, 0, 1, 1, 1, 1, 2, 3, 3, 3, 3, 3}.
Такое представление NURBS кривой полностью совпадает с рациональным параметрическим преставлением в прямоугольной системе координат в диапазоне изменения параметра p в интервале: {\displaystyle -1\leq p\leq 1}.

## Обобщения
- Лемниската — общий случай с несколькими фокусами
- Овал Кассини — обобщение на произведение расстояний до фокусов
- Синусоидальная спираль — обобщение по виду параметрического уравнения (лемниската Бернулли получается при {\displaystyle n=2})